# 天燈
天燈亦稱孔明燈，相傳為中國三國時期諸葛亮的發明。起初是為了傳遞訊息之用，但目前通常則被當成節慶祈福許願的工具。
由於墜落或自燃可能引發火災，在許多地方規定禁止或限制施放。

## 由來
孔明燈相傳源自中國四川平樂古鎮，三國時代，此鎮乃為軍事重地，諸葛亮當時被司馬懿困於平陽，諸葛亮算準風向，製成紙燈籠繫上求救訊息放上天空，最終得以脫險。宋朝此鎮更以造紙聞名，後人為紀念諸葛亮，放孔明燈漸變成節慶儀式。現今，孔明燈更常用於祝福。這是一個象徵收穫的成功和幸福每一年。
另外，知名學者李約瑟指出，西元1241年蒙古人曾經在列格尼卡战役中使用過龍形天燈傳遞信號。

## 構造
天燈是由鐵絲或竹子製作底部框架，上面再黏上紙，底小頂大，避免熱空氣流失。底架中間放置簡單的油紙，點燃之後由於裡面的熱空氣較外面冷空氣輕，所以就會冉冉上昇。
一般中國南方的天燈是由鐵絲製作底部框架，而臺灣的天燈除了使用鐵絲製作底部框架，上面的宣紙或做成四個面；施放的人通常會在四面上寫下一些祝福或祈福的詞句。

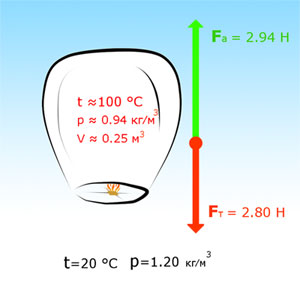
以力學分析天燈升起的原因示意圖

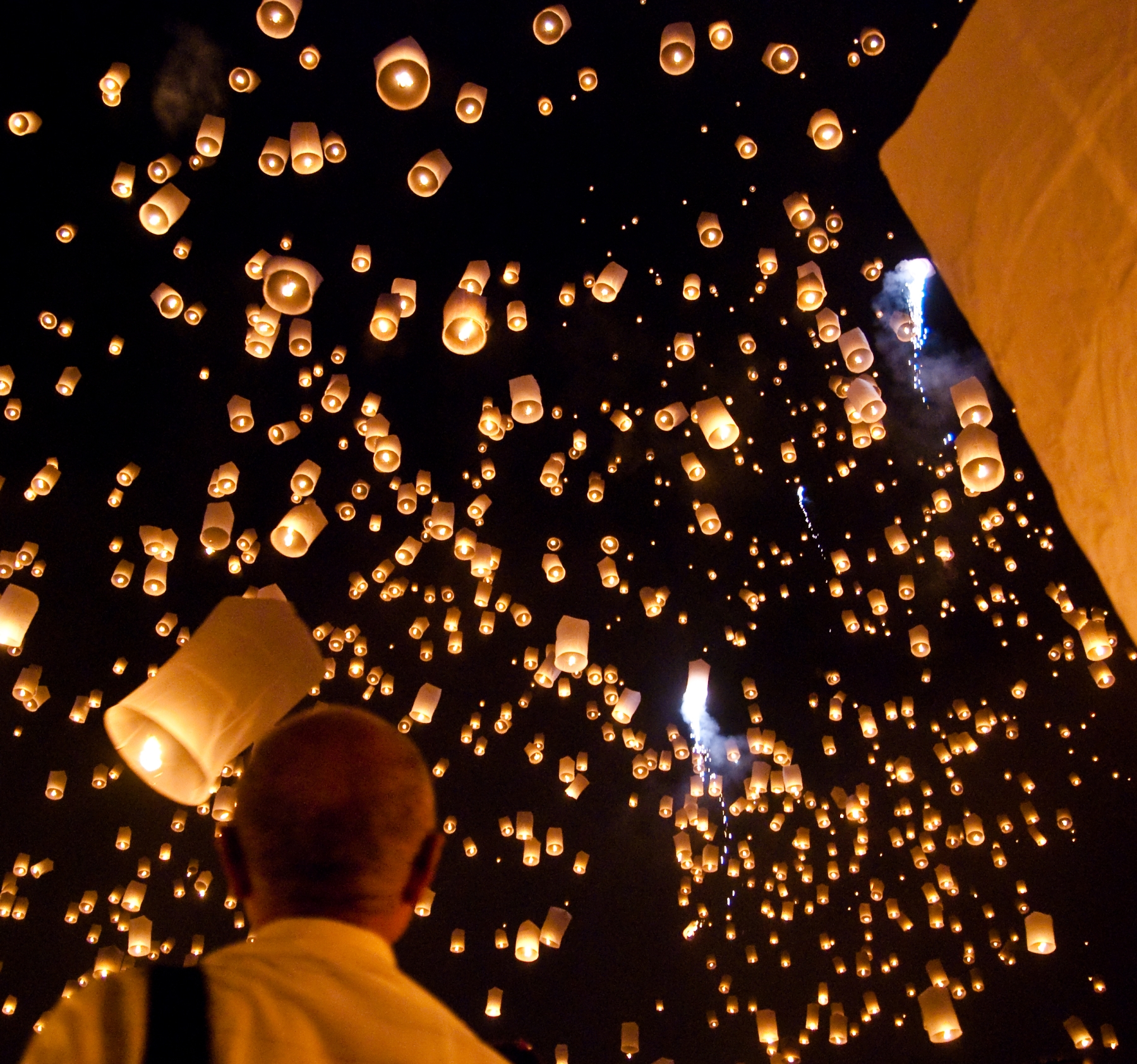
泰國清邁放滿天燈的天空

2018年，台灣文化保育媒體文化銀行找來機械工程師合作，經過三十多次的測試後，最終提出以紙材取代鐵絲和電線膠布作材料，製成在空中徹底燃燒成灰的全紙天燈。燈罩以用澱粉作基礎研發出來的新款糯米紙製作，遇水即溶，遇火能燒，即使未能燒成灰的細碎紙屑被雨水沖刷後也可快速分解，而支架則以參考雞蛋防撞盒的設計原理，以紙塑熱壓的加工方式製作結構穩固的紙支架。

## 習俗

### 中國(三國時期)
四川省的平樂，相傳三國時期諸葛亮被困時算準風向，製成會漂浮的紙燈籠，繫上求救信息，得以脫險。《火井縣志》中記載，諸葛亮曾在火井屯兵煉鐵，而當時的火井縣衙就在平樂。由最初的紀念諸葛亮，到現在逐漸演變成一種節慶儀式，平樂完整地繼承了燃放孔明燈的習俗。 
天燈後來除了在戰時傳遞訊息外，不同地區後來也都有相同的故事，也就是通知躲到外處或山中避難的居民，村內盜匪已走。中國南方許多地區統一在元宵節施放天燈，祈求平安。
近年来，在中國大陸的一些城市，春節燃放天燈更有大规模蔓延之勢。

### 臺灣(中華民國)
新北市平溪區自1990年代（當時為臺北縣平溪鄉）重新恢復了放天燈的儀式，後來施放天燈成為遠近馳名的商業活動，甚至有專門生產天燈的廠商，許多旅遊景點每天晚上都提供放天燈的活動。
大約於清朝道光年間，先民由福建省惠安、安溪等縣傳入台灣的台北縣、十分竂地區，即基隆河上游。據十分竂地區父老前輩的口述表示，早年於前清年間十分地區鬧過土匪，由於地處山區，所以村民都向山中逃過，等待土匪走後，留守在村中的人，就在夜間施放天燈做為信號告知山上避難的村民，可以下山回家了，也借此種方式向村民報平安。
由於當日由山上避難回家的日子，正是農曆正月十五即是元宵節，從此以後，每年的元宵節，十分地區的村民便以放天燈的儀式來慶祝，且向鄰村的村民互報平安。也因此十分地區的村民又稱天燈為「祈福燈」、「孔明燈」或「平安燈」。久而久之，放天燈便是每年元宵節十分地區的特殊民俗，在一個默默無聞的小村(十分竂)承襲了此一民俗文化的衣缽，綿延一兩百年之久。每年元宵節，台灣北部最具有民俗色彩之文化活動，故有眾人皆知「北天燈」之美名。

### 日本
日本天燈源自江戶時代從中國清朝傳入的文化，秋田仙北市西木町的15大冬之祭裡的天燈祭，；而每年二月10日，都於當地「紙風船廣場」舉辦放飛紙風船的『西木冬祭』，為祈求「家內安全」、「盛」、「五穀豐鐃」的願望，會將100個天燈施放於夜空。

### 泰國
清邁水燈節，是泰曆12月的月圓日（約是西曆的11月）舉行，是為了祭祀河神的傳統慶典，並祈求來年風調雨順；而放天燈則稱為Yi Peng，是為了紀念天上的神，同樣在祈禱平安順利。

### 墨西哥
墨西哥於每年11月1、2日的清明節（Dia de Muertos）施放天燈給逝去的親人開路，並指引來到真實世界。此文化是19世紀的西班牙引進，也是由中國發源，因此墨西哥人稱製作天燈的薄紙為Papel de China。墨西哥軍官Don Joaquin是推展天燈文化的代表人物，墨西哥人更建造博物館以玆紀念，因此天燈文化在墨西哥是最孚眾望的主要文化活動之一，其中墨西哥城的密爾帕阿爾塔（Milpa-Alta）更蔚為風行。

### 波蘭
在波蘭，每年6月21日（仲夏夜）波蘭人會放天燈代表對過去一年平安的感恩，與對未來的美好希望，但因用火安全問題、交通問題、垃圾處理問題等，於2014年起停辦。

### 俄羅斯
俄羅斯於舊曆新年施放天燈慶祝新年。

## 争议
施放天燈時有因風向改變、吹落，或自身著火墜落引發火災、意外；而施放後的天燈殘骸更造成環境污染，甚至使野生動物受傷至死，使得環保人士發起拒放天燈之宣導。2019年年底，德國西部Krefeld的動物園因為有60歲婦人放天燈導致失火，猿猴館完全燒毀，超過30隻動物死亡。
2003年2月12日，时任马来西亚交通部长林良实指出，马来西亚政府不会因天灯威胁航机的飞行安全而修正民航法令，警方已限制在机场5公里范围内不能升放天灯。他说：“我们不能禁止升放天灯，因为天灯象征策略思想，只要不在机场范围5公里内升放，就不会影响航机的飞行安全。”。林良实也说，天灯升空后，最多只能在上空飘浮约15分钟，如果在机场外数十公里或数百公里范围升放，绝对没有问题。

## 法例
臺灣鑑於施放天燈已引發數起火災，以及未燒完天燈掉落地面可能引發交通事故的危險。中華民國立法院已研擬《天燈施放作業指導要點》，將利用燃料及風速控制天燈飄落地面，設限在5公里範圍、燃燒時間不得超過10分鐘。並將修正消防法第14條條文，授權各縣市主管機關制訂管理法規，並增列「施放天燈為易生災害之行為」規定，惟在未修法完成前，由內政部制訂作業指導要點，函送各直轄市、縣市政府參考辦理。
在此指導要點中明列：機場四周由交通部公告禁止施放有礙飛航安全物體的區域；至於儲油槽、彈藥庫、可燃性氣體儲槽及基地內、高速公路、化學工廠、住宅區、商業區及港區都應避免施放天燈。若遇上天乾物燥季節及風速過大時，都應避免施放。天燈最大尺寸，設定為底座直徑60公分、高度130公分、外圍360公分。
香港政府於2010年之後開始宣傳，呼籲市民勿胡亂施放天燈。目前在香港於如市民於漁農自然護理署所管理的效野公園範圍內放天燈，若引起火災可以被檢控。此外，民航處機場5公里航道範圍內及受管制空域：包括（港島、九龍、沙田、新界西、大嶼山）均嚴禁放長闊超過2米的天燈，亦不可以飛離地面60米高度施放天燈，否則屬違法行為。
为了防止燃烧的天灯掉落造成火灾，中国大陆各地政府和铁路、民航等部门都对燃放天灯进行限制甚至禁放，此项规定会在传统节日期间被再三强调，但仍有市民不顾劝阻偷偷燃放。根据《中华人民共和国治安管理处罚法》，如因燃放孔明灯导致的火灾等重大事故，构成犯罪的将依法追究刑事责任。

## 電影或動畫
有使用天燈作為素材的電影
- 《魔髮奇緣》中，關在塔中的樂佩公主從小都在生日那天看到天燈飄滿夜空，而夢想能離家前往欣賞。
- 《赤壁2：决战天下》中有以天燈傳遞親情的片段。
- 《那些年，我們一起追的女孩》中有現代人以點天燈祈願的片段。
- 《人再囧途之泰囧》中在泰國清邁的場景有施放孔明燈的片段。
- 《長城》中在長城殿帥喪禮的場景有施放孔明燈的片段。
- 《怪物彈珠》中在媽祖變回真身後最終離去時變出滿天天燈的片段。

## 外部連結
- 香港的孔明燈及天燈製作教學（页面存档备份，存于）
- 香港的製作孔明燈活動（页面存档备份，存于）
- 從天燈到熱氣球
- 2011年6月21日在波蘭波茲南天燈施放影片（页面存档备份，存于）